# 敖德薩 (紐約州)
敖德薩（英語：Odessa）是位於美國紐約州斯凱勒縣的村。

## 人口
根據2020年美國人口普查的數據，敖德薩的面積為2.94平方千米，皆為陸地。當地共有人口517人，而人口密度為每平方千米176人。